# Hinterrhein GR
| GR ist das Kürzel für den Kanton Graubünden in der Schweiz. Es wird verwendet, um Verwechslungen mit anderen Einträgen des Namens Hinterrhein (Begriffsklärung) zu vermeiden. |

Hinterrhein (rätoromanisch Valragn) war bis zum 31. Dezember 2018 eine politische Gemeinde der Region Viamala im Kanton Graubünden in der Schweiz.
Auf den 1. Januar 2019 fusionierte die Gemeinde Hinterrhein mit Nufenen und Splügen zur neu gebildeten Gemeinde Rheinwald.

## Geschichte

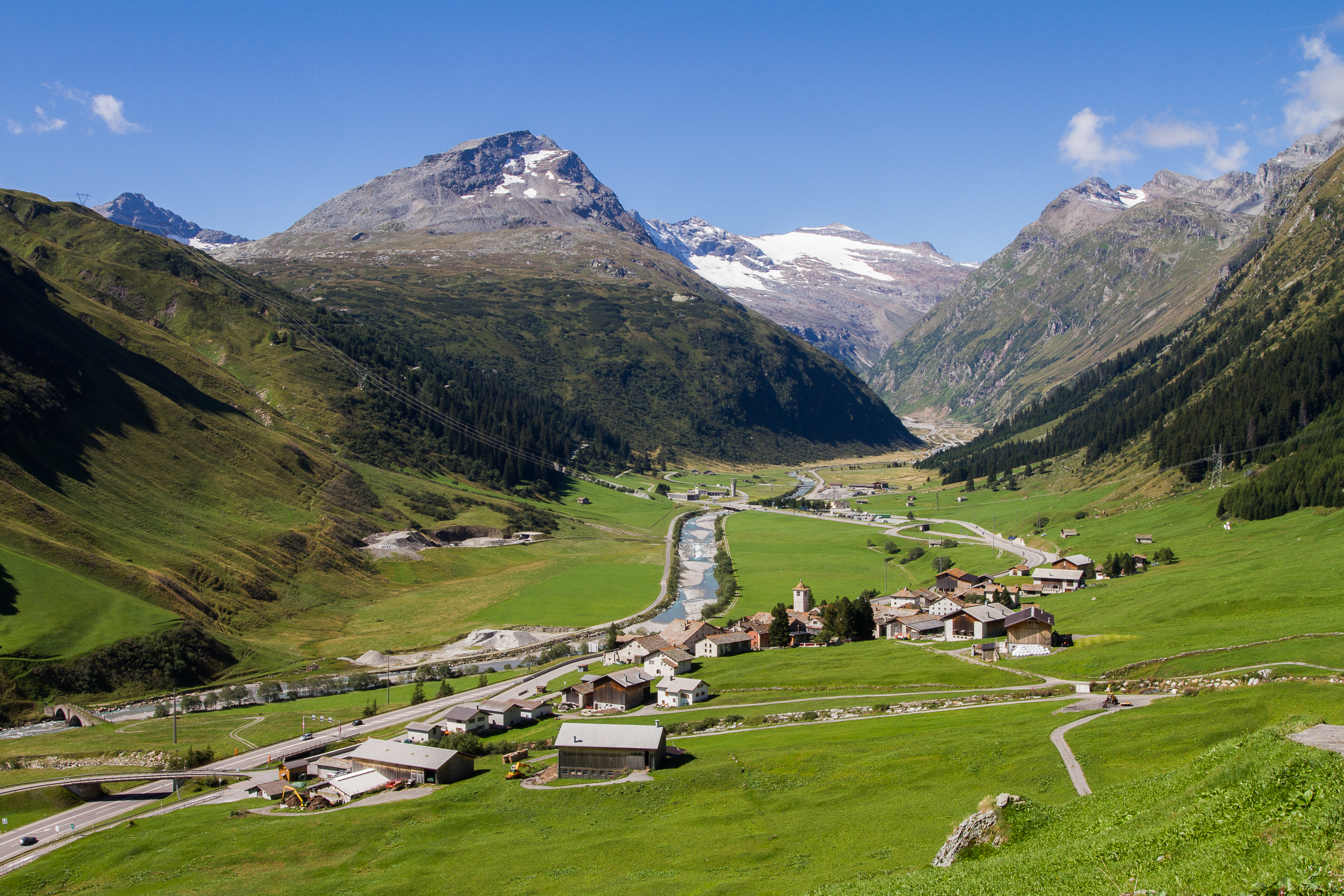
Hinterrhein, Blick Richtung Süd-Westen

Darstellung von Johann Ludwig Bleuler, 1826

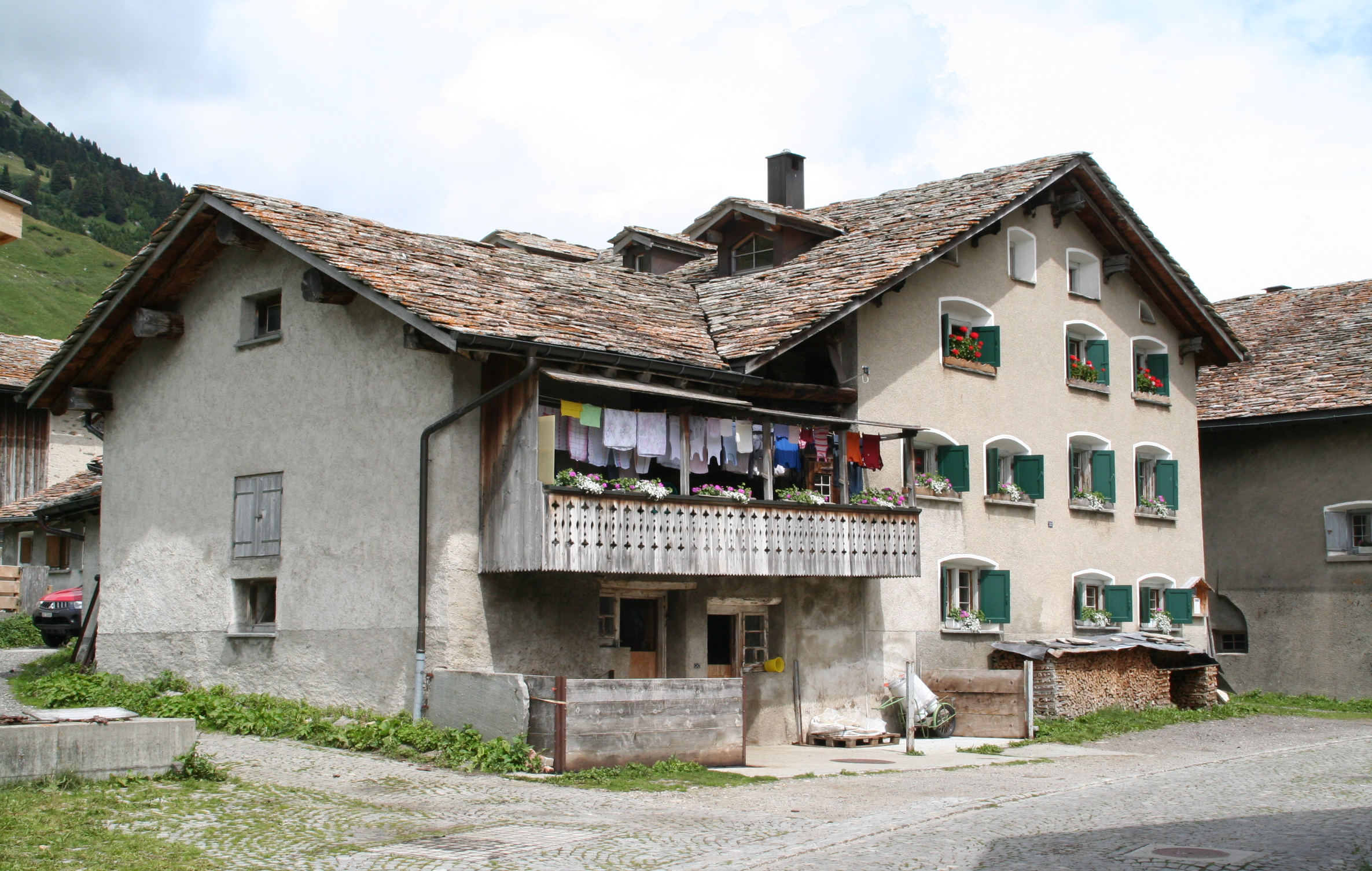
Haus an der alten Dorfstrasse

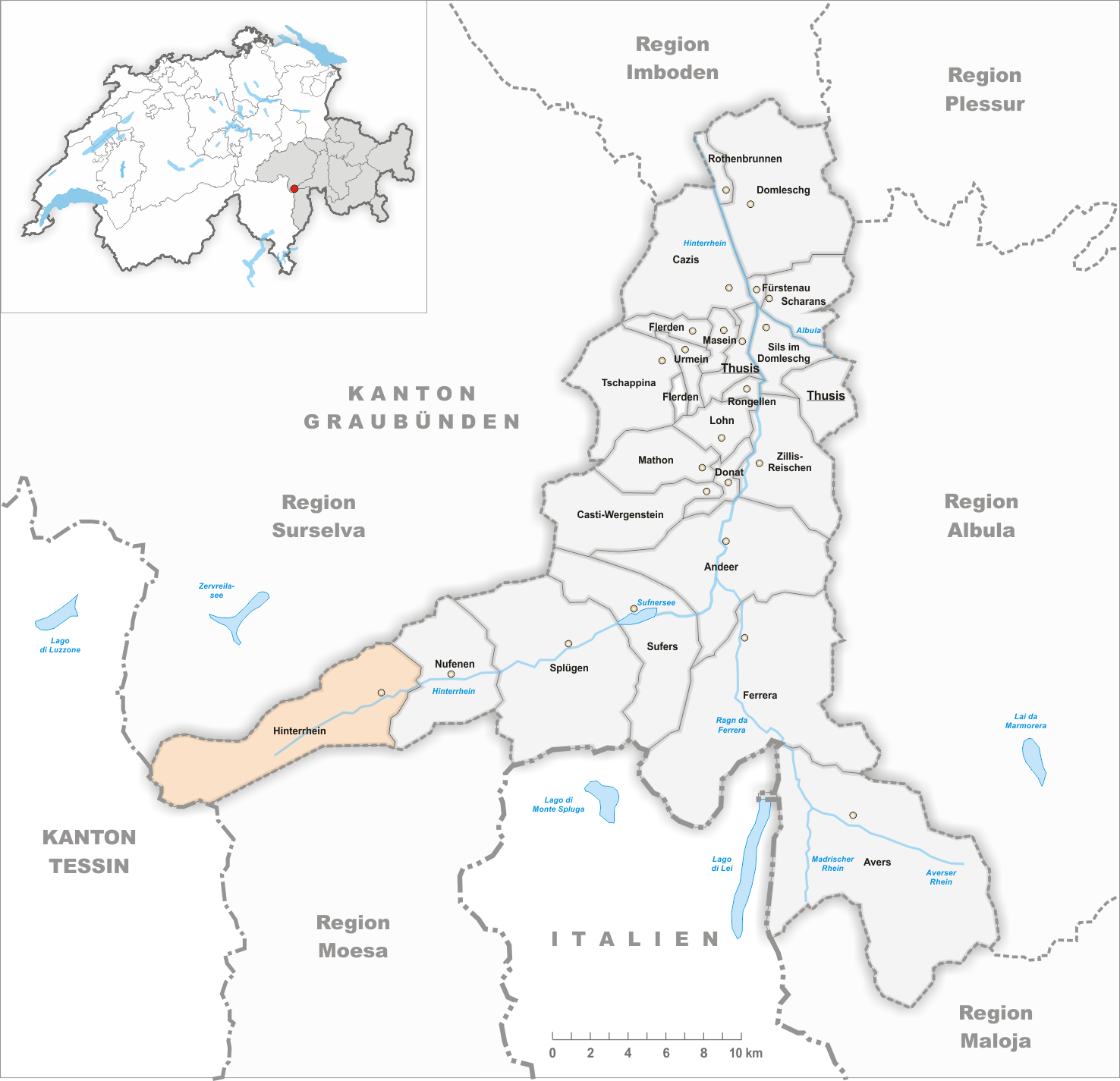
Gemeindestand vor der Fusion am 1. Januar 2019

Die Gemeinde ist der erste Ort am Hinterrhein und Ausgangspunkt zum San-Bernardino-Pass, der um 942 erstmals als mons avium erwähnt wurde, später Vogelberg und ab ca. 1500 St. Bernhardin genannt wird. Die Ecclesia Sancti Petri de Reno (die unter Denkmalschutz stehende reformierte Dorfkirche) war schon 1219 Eigentum der Herren von Sax-Misox.
Um 1270 kamen die ersten Walser vom Val Formazza über das Misox nach Hinterrhein. Damit wurde Hinterrhein zur ältesten Walsersiedlung in Graubünden. 1274 unterschrieben zwei Siedler aus Hinterrhein einen Vasallenvertrag mit dem Herrn von Sax-Misox. Aber auch Freiherr Walter IV. von Vaz, der das Schams und das noch von Romanen besiedelte Gebiet bis Splügen als bischöfliches Lehen besass, bemühte sich 1277 um einen Schutzvertrag mit den Theutunici von Hinterrhein. 1286 übergab das Stift von San Vittore den Kolonisten in Hinterrhein den Boden im Tal als Erblehen für einen jährlichen Zins von 16 Pfund. Diese Zinspflicht wurde erst 1773 mit 100 Lire di Milano abgelöst. Dieser Erblehensvertrag nennt von 16 Kolonisten ihre Herkunft: Val Formazza (Pomatt), Simplon, Brig, Valle Maggia. Der Begriff Walser trat in dieser Gegend erstmals um 1599 auf.
1301 wurde die Nachbarschaft Hinterrhein erstmals erwähnt (Gemeinde). Hinterrhein gehörte 1851 bis 2015 zum Kreis Rheinwald im Bezirk Hinterrhein. Die Säumerei über den San Bernardino bildete neben Land- und Alpwirtschaft vom Beginn des 14. Jahrhunderts die wirtschaftliche Basis der Bewohner von Hinterrhein. Eine Sust stammte aus dem Jahre 1580. Am alten Saumpfad steht die 1692 von Peter Zurr erbaute Alte Landbrugg über den Hinterrhein, die bereits 1696 nach einem Teileinsturz renoviert werden musste. 1799 und 1800 plünderten französische und österreichische Truppen das Dorf.
Durch den Bau der Kommerzialstrasse Chur–Bellinzona 1820 und die Eröffnung der Gotthardbahn 1882 verloren die Hinterrheiner die Verdienstquelle aus der viele Jahrhunderte ausgeübten Säumerei. Aus der Zeit der Säumerei stammt die Alte Landbrugg über den Hinterrhein.  Westlich von Hinterrhein eröffnete 1965 der eidgenössische Panzerwaffenplatz. Dank dem 1967 eröffneten San-Bernardino-Strassentunnel ist Hinterrhein heute sowohl im Sommer wie im Winter von Norden und Süden bequem erreichbar. Mailand und Zürich sind zwei Autostunden entfernt.

## Bevölkerung
| Jahr      | 1781 | 1850 | 1900 | 1950 | 1980 | 1990 | 2000 | 2005 | 2016 | 2018 |
| Einwohner | 171  | 163  | 147  | 94   | 75   | 68   | 105  | 97   | 68   | 61   |

Da die Gemeinde seit dem Mittelalter von  Walsern bewohnt wird, gehört sie zu den seit Jahrhunderten deutschsprachigen Gemeinden des Kantons Graubünden. Deutsch ist einzige Behördensprache. Von den Ende 2005 97 Bewohnern waren 74 (= 76 %) Schweizer Staatsangehörige.
| Sprachen    | Volkszählung 1980 | Volkszählung 1980 | Volkszählung 1990 | Volkszählung 1990 | Volkszählung 2000 | Volkszählung 2000 |
| Sprachen    | Anzahl            | Anteil            | Anzahl            | Anteil            | Anzahl            | Anteil            |
| ----------- | ----------------- | ----------------- | ----------------- | ----------------- | ----------------- | ----------------- |
| Deutsch     | 75                | 100 %             | 66                | 97,06 %           | 79                | 75,24 %           |
| Italienisch | 0                 | 0,00 %            | 1                 | 1,47 %            | 15                | 14,29 %           |
| Einwohner   | 75                | 100 %             | 68                | 100 %             | 105               | 100 %             |

## Wirtschaft

### Landwirtschaft

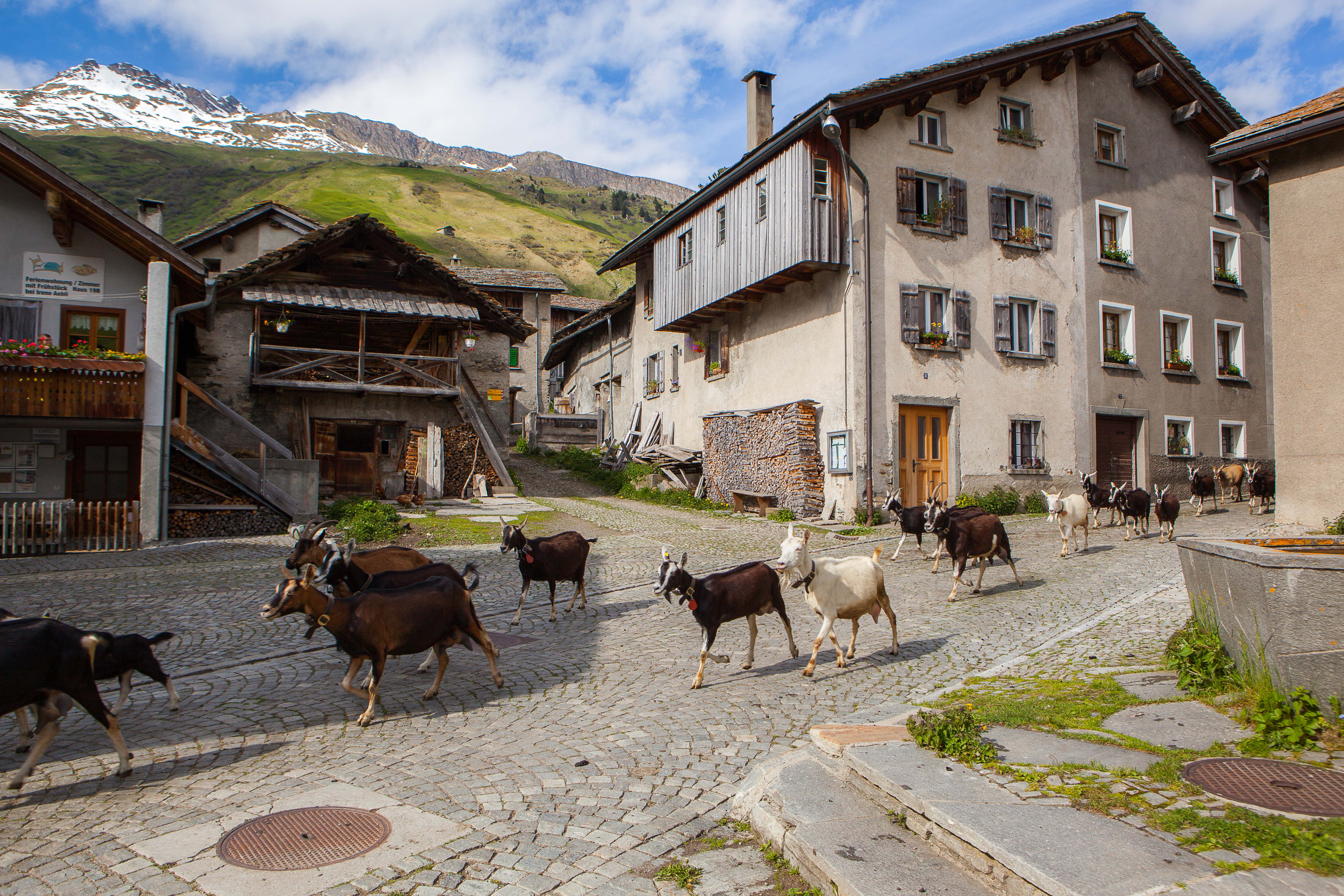
Eintreffen der Ziegen am Dorfplatz

In Hinterrhein lebt man zum grössten Teil von der Landwirtschaft. Im Sommer werden die rund hundert Ziegen durch das Dorf auf die Weide getrieben. Milch und Fleisch werden zu Bioprodukten verarbeitet.

### Tourismus
Hinterrhein ist ein beliebter Ausgangspunkt für Wanderungen (Valserberg nach Vals GR, San-Bernardino-Pass nach San Bernardino und via Zapporthütte auf der Haute-Route ins Tessin und über die Canallücke nach Zervreila ins Valser Tal). Die Skitour auf das «Chilchalphora» (3038 m) spricht immer mehr Skitouristen an. In Hinterrhein werden wenige Fremdenzimmer und Ferienwohnungen vermietet.

### Militär
Auf dem Gebiet der Gemeinde, im Talgrund westlich des Dorfes, liegt ein ca. 2,5 km grosser Waffenplatz der Schweizer Armee. Er bietet Schiess- und Übungsmöglichkeiten für bis zu vier Kompanien und ist einer der wenigen Waffenplätze in der Schweiz, auf denen das Gefecht der verbundenen Waffen trainiert werden kann.

## Klima
|                        | Jan   | Feb   | Mär  | Apr  | Mai  | Jun  | Jul  | Aug  | Sep  | Okt | Nov  | Dez  |   |       |
| Mittl. Temperatur (°C) | −6,3  | −5,8  | −2,1 | 1,6  | 6,5  | 10,0 | 12,5 | 12,0 | 8,5  | 4,6 | −1,2 | −5,0 | ⌀ | 3     |
| Mittl. Tagesmax. (°C)  | −1,5  | −0,6  | 2,6  | 5,6  | 11,2 | 15,3 | 18,1 | 17,5 | 13,6 | 9,6 | 3,0  | −0,8 | ⌀ | 7,8   |
| Mittl. Tagesmin. (°C)  | −11,6 | −11,9 | −7,4 | −2,7 | 1,8  | 4,3  | 6,4  | 6,5  | 3,5  | 0,1 | −5,3 | −9,6 | ⌀ | −2,1  |
|                        |       |       |      |      |      |      |      |      |      |     |      |      |   |       |
| Niederschlag (mm)      | 50    | 37    | 64   | 137  | 197  | 175  | 171  | 184  | 186  | 179 | 150  | 67   | Σ | 1597  |
|                        |       |       |      |      |      |      |      |      |      |     |      |      |   |       |
| Sonnenstunden (h/d)    | 1,9   | 3,3   | 3,8  | 3,7  | 4,8  | 5,5  | 6,2  | 5,6  | 4,3  | 3,3 | 1,9  | 1,3  | ⌀ | 3,8   |
|                        |       |       |      |      |      |      |      |      |      |     |      |      |   |       |
| Regentage (d)          | 6,7   | 5,6   | 7,2  | 10,1 | 13,0 | 12,4 | 11,8 | 12,2 | 9,4  | 9,7 | 8,8  | 7,2  | Σ | 114,1 |
|                        |       |       |      |      |      |      |      |      |      |     |      |      |   |       |
| Luftfeuchtigkeit (%)   | 73    | 72    | 72   | 73   | 73   | 73   | 73   | 76   | 77   | 76  | 76   | 75   | ⌀ | 74,1  |

| −11,6 |

| −11,9 |

| −7,4 |

| −2,7 |

| 1,8 |

| 4,3 |

| 6,4 |

| 6,5 |

| 3,5 |

| 0,1 |

| −5,3 |

| −9,6 |

| −11,6 |

| −11,9 |

| −7,4 |

| −2,7 |

| 1,8 |

| 4,3 |

| 6,4 |

| 6,5 |

| 3,5 |

| 0,1 |

| −5,3 |

| −9,6 |